# Daxata sumatrensis
Daxata sumatrensis är en skalbaggsart som beskrevs av Stefan von Breuning 1961. Daxata sumatrensis ingår i släktet Daxata och familjen långhorningar. Inga underarter finns listade i Catalogue of Life.